# アルバニア・ヴェネタ

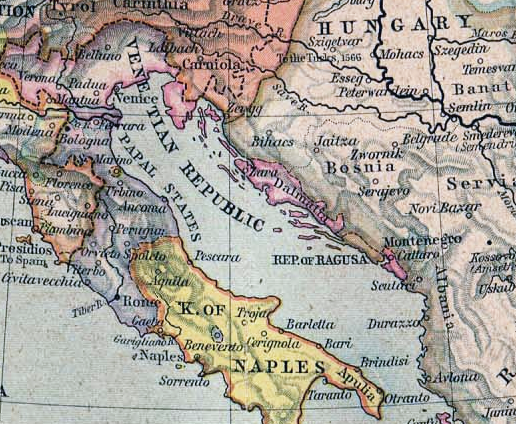
1560年当時のヴェネツィア共和国。ピンク色部分がアルバニア・ヴェネタ。カッターロ（コトル）周囲のラグーサ共和国の南にあたる

アルバニア・ヴェネタ （イタリア語: Albania Veneta）は、1420年から1797年まで存在した南ダルマチアのヴェネツィア共和国領。最初は、現在の北アルバニアとモンテネグロのアドリア海沿岸のことを指した。しかしアルバニアと南モンテネグロは1571年にオスマン帝国に奪われた。

## 名称と地理
アルバニア・ヴェネタのヴェネタとは、コソヴォから南アルバニアまで広がるオスマン帝国領アルバニア（Albania Ottonia、アルバニア・オットニア）と区別するために「ヴェネツィア領」であることを示すため用いられた。
これらのヴェネツィア領はラグーサ共和国（現在のドゥブロヴニク）の南部国境からアルバニア沿岸の町ドゥラッツォ（Durazzo、現在のドゥラス）まで伸びていた。ヴェネツィア領は、アドリア海から20km以上内陸へ到達することはなかった。1573年以後、アルバニア・ヴェネタの南限はブドゥア（Budua、現在のブドヴァ）近郊の村コンフィン（現在のクフィン）へ移った。オスマン帝国がアンティヴァーリ（Antivari、現在のバール）、ドゥルチーニョ（Dulcigno、現在のウルツィニ）を征服したためだった。
ヴェネツィアの領土はカッターロ（Cattaro、現在のコトル）、リサーノ（Risano、現在のリサン）、ペラスト (Perasto)、ティヴァト、ヘルツェグ・ノヴィ、ブドヴァ、ストモーレを含むコトル湾周辺に集中していた。

## 歴史
10世紀頃、ヴェネツィアは定期的にダルマチア南部沿岸の小村を保護していた。しかし1420年まで支配は固定されなかった。ヴェネツィア人はダルマチア語を素早くヴェネツィア語へ取り込んだ。コトル周辺のヴェネツィア領は、ヴェネツィア共和国の県であるアルバニア・ヴェネタとして1420年から1797年まで続いた。
15世紀にオスマン帝国がバルカン半島征服を開始すると、ヴェネツィア領ダルマチアにおけるキリスト教徒のスラヴ人人口が膨大にふくれあがった。侵略を恐れて、正教会信徒らが同じキリスト教徒の治めるアルバニア・ヴェネタへ逃げてきたのである。オスカル・ランディの著作によると、17世紀終盤、歴史的なアルバニア・ヴェネタのロマンス語人口は少数派となっていた。
フランス帝国が1797年にヴェネツィア共和国を消滅に追いやると、アルバニア・ヴェネタ地域は幾度もその宗主国が変わることになった。1805年、ナポレオン・ボナパルトの傀儡国家、イタリア王国へ併合されたのである。1809年、フランスのイリュリア州の一部となり、1815年にはとうとうオーストリア帝国領ダルマチアとしてハプスブルク家支配下に入った。
オーストリア帝国では、1878年のベルリン会議でストモーレ周辺のその他の40平方kmの領土が帝国領ダルマチアへ加えられた。

## アルバニア・ヴェネタのヴェネツィア語話者の歴史
ダルマチア出身の歴史家ルイージ・パウルッチによると、ヴェネツィア共和国時代の数世紀でアルバニア・ヴェネタ住民はコトル湾内のカッターロなど都市部で主としてヴェネツィア語を話していた（人口の約66%）。

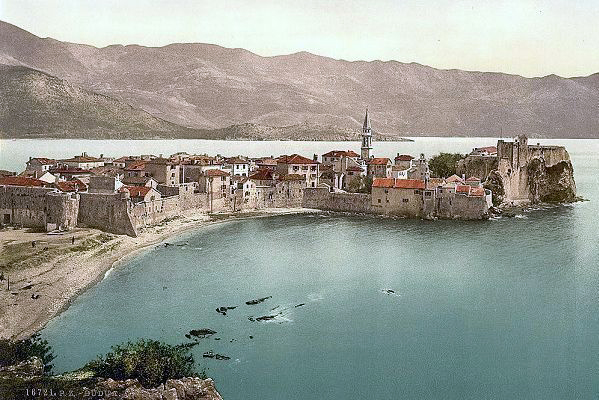
ブドヴァにある、ヴェネツィアが築いた城壁。1900年の絵はがき

しかし18世紀前半では、内陸へ行くと人口の半分以上がセルビア・クロアチア語を話していた。パウルッチは、アルバニアとの国境地帯にすらアルバニア語話者の大きな共同体があったと書いている。ドゥルチーニョは人口の半分がアルバニア人で、1/4がダルマチア・イタリア人、1/4がスラヴ語を話していた。
カッターロ一帯がフランス支配下にあった頃、学校はイタリア語が使われていた。アルバニア・ヴェネタはナポレオンのイタリア王国領だったからである。
スロヴェニア人のマルコ・トログルリは、自身の随筆で「フランスの学校制度がフランス領ダルマチアで採用された」と記した。フランスが任命したダルマチア知事ヴィンチェンツォ・ダンドロは、地元ダルマチアの教育庁出身の士官バルトロメオ・ベニンカーサ同様1807年5月に県の公教育の計画を発表した。そこでは、ナポレオンのイタリア王国中に教育制度を一致させなければならない。教育者はイタリア人であるべきだ、としていた。
19世紀、歴史家スカリオーニ・マルツィオによると、イタリアのオーストリア帝国からの独立戦争がオーストリア領南ダルマチアでのイタリア語（ヴェネツィア語）話者社会に対する悩みの種を生み出してしまった。
アルバニア人は、ウルチニとドゥラス周辺のアルバニア・ヴェネタ南部に住んでいた。コトル湾周辺はスラヴ人とラテン系住民が占め、彼らはほとんどがカトリック教徒であった。
1880年にカッターロで行われたオーストリアの調査の結果、民族的にイタリア人だと自称する者はたった930人だった（2,910人の人口のうちたった32%）。

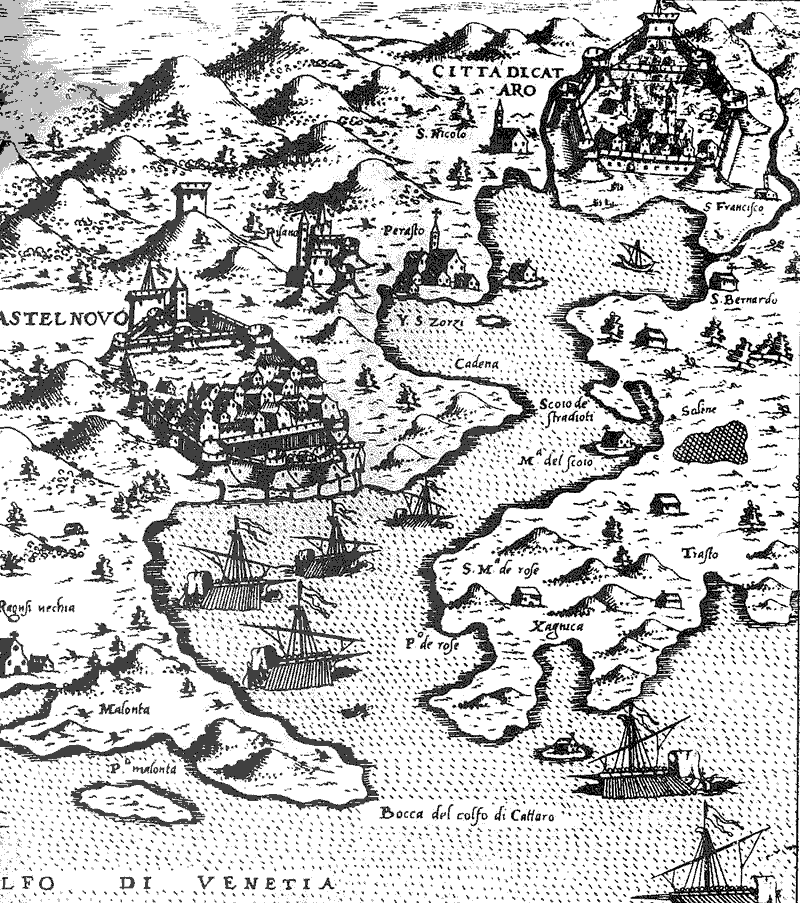
1860年のヴェネツィアの地図。コトル湾が見える

さらに、1910年のオーストリア帝国の調査では（ディエゴ・デ・カストロの著作による）、カッターロのイタリア人人口はわずか13.6%に減少していた.。
現在、モンテネグロには500人のダルマチア・イタリア人がおり、主としてコトルとペラスト地域にいる。ダルマチアでのイタリア語話者の消滅は、第二次世界大戦後に決定的なものとなった。言語学者マッテオ・バルトーリは、「ナポレオン戦争中のダルマチア人口の33%はダルマチア・イタリア人であった。一方で現在はクロアチア領ダルマチアにわずか300人、モンテネグロ沿岸に500人のダルマチア・イタリア人がいるだけである」と著書に記している。

## ペラスト
モンテネグロ沿岸でのイタリアの存在の持続した例は、コトル湾に面した小さな町ペラストである。

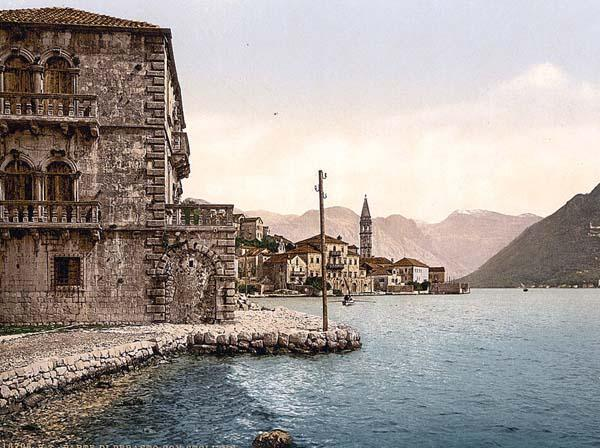
1900年の絵はがき。ペラストにあるヴェネツィア建築を描いている

ヴェネツィア共和国支配下の18世紀、ペラストは最盛期を迎えていた。4箇所の活気ある造船所、100隻前後の船舶、1,643人の住民を抱えていた。当時、建築様式の目をひく建物のいくつかがこの城壁で囲まれた町で建設された。多くの装飾を凝らしたバロック建築の邸宅、典型的なヴェネツィア建築が多い壮麗な住居がペラストの町を彩っていた。
ペラスト市民は、戦争でない時にヴェネツィア海軍の戦旗を掲げられる権利を授かっていた（その権利はラ・フェデリッスマ・ゴンファロニエーラと呼ばれた）。
ペラスト出身の船乗りたちは、1797年にヴェネツィアが戦った最後のヴェネツィア海軍の戦闘に参加していた。1797年5月12日にヴェネツィア共和国は消滅したが、アルバニア・ヴェネタにある数カ所の町は、その後数か月間ヴェネツィア共和国領のままであった。ペラストは最後に降伏した共和国領であった。1797年8月22日、ペラストの隊長であるジュゼッペ・ヴィスコヴィッチ伯は涙にくれる市民の前で惜別の言葉を述べ、聖マルコのライオンが描かれたヴェネツィア海軍の戦旗を降ろした。そして、ペラスト第一の教会の祭壇の下にヴェネツィアの旗を埋めた。
その後、ペラスト人口は減少に転じ、1910年に430人、2001年には360人ほどとなった。在モンテネグロのイタリア人共同体によれば、ペラストには現在家庭でヴェネツィア語ペラスト方言を話す人が140人おり、彼らは調査上ではモンテネグロ人と自称している。

## ギャラリー

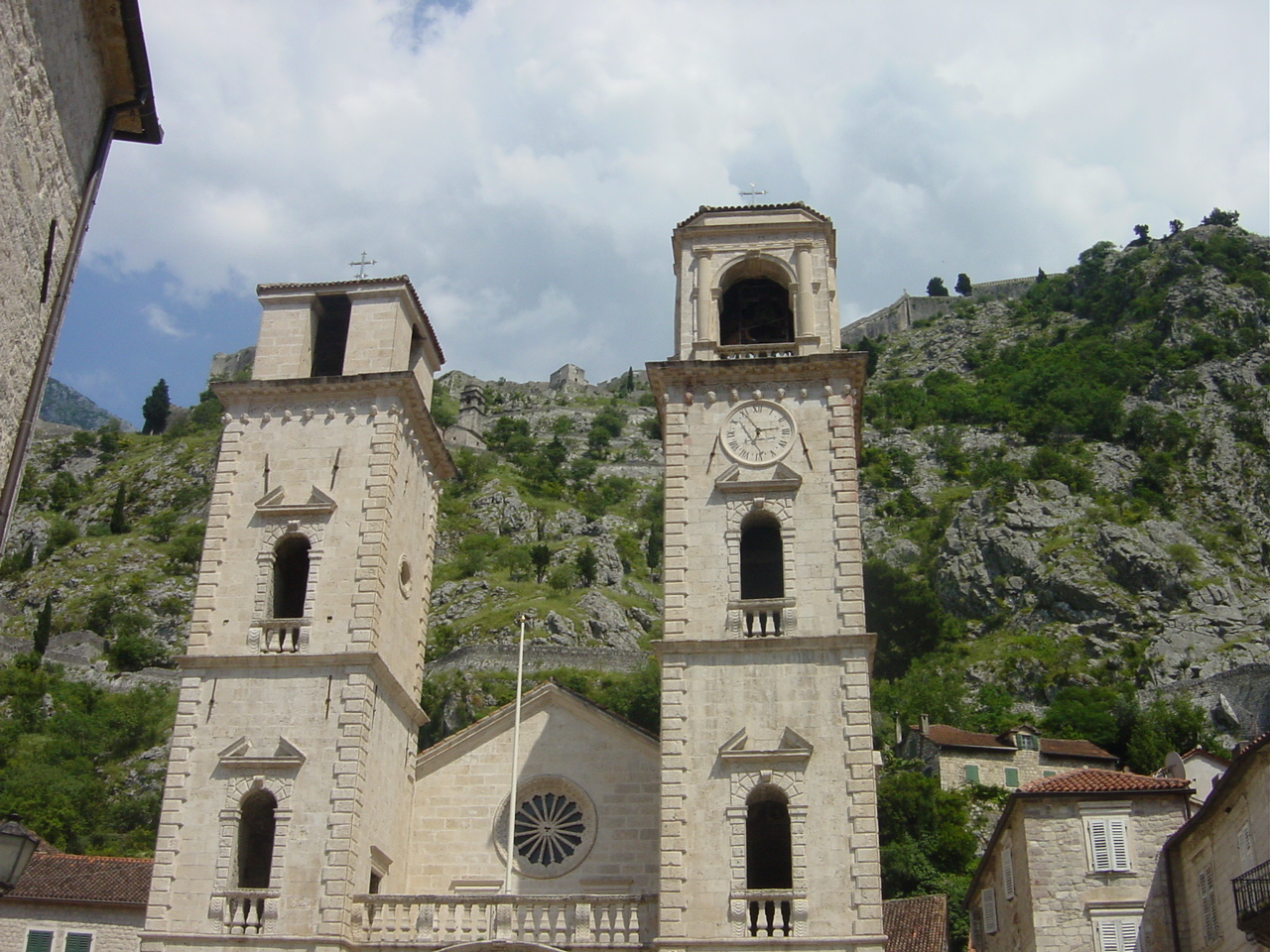
コトルにある、カトリックの聖トリフォン教会
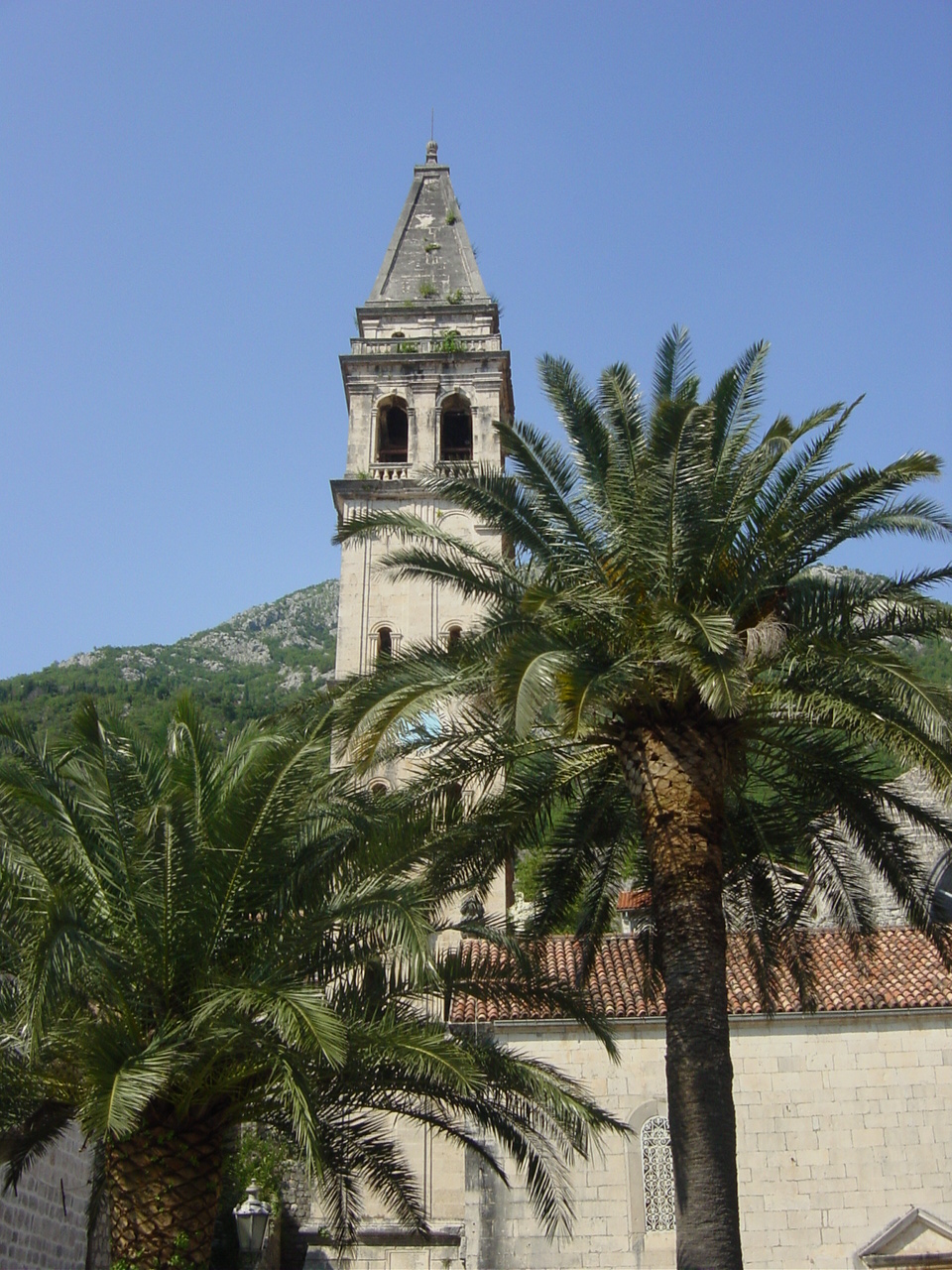
典型的なヴェネツィア風の鐘楼を持つペラストの教会
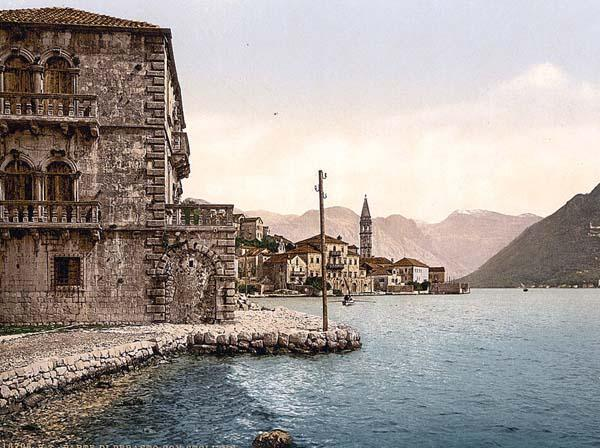
1900年の絵はがき。ペラストのヴェネツィア建築を描いている
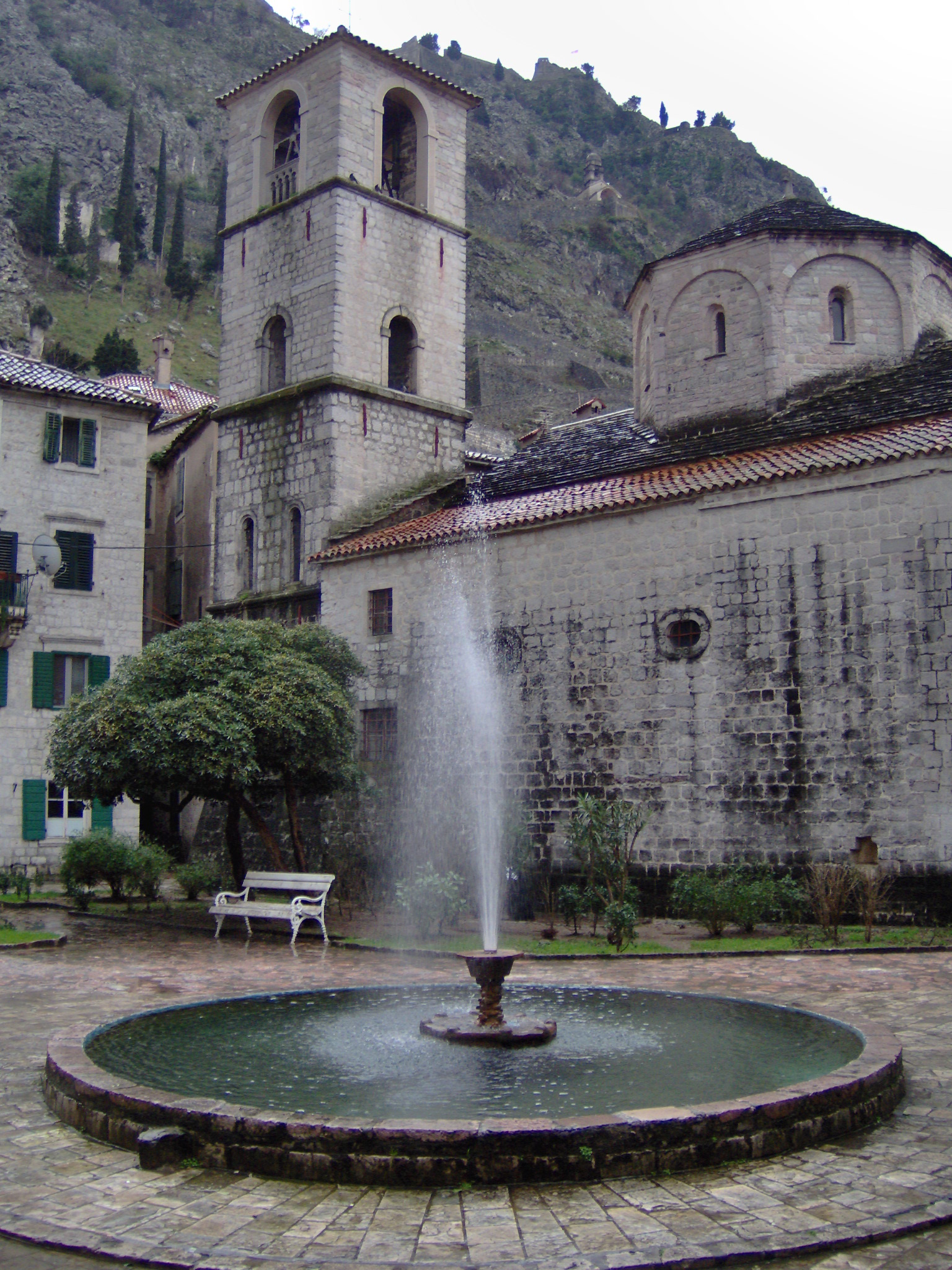
コトル旧市街
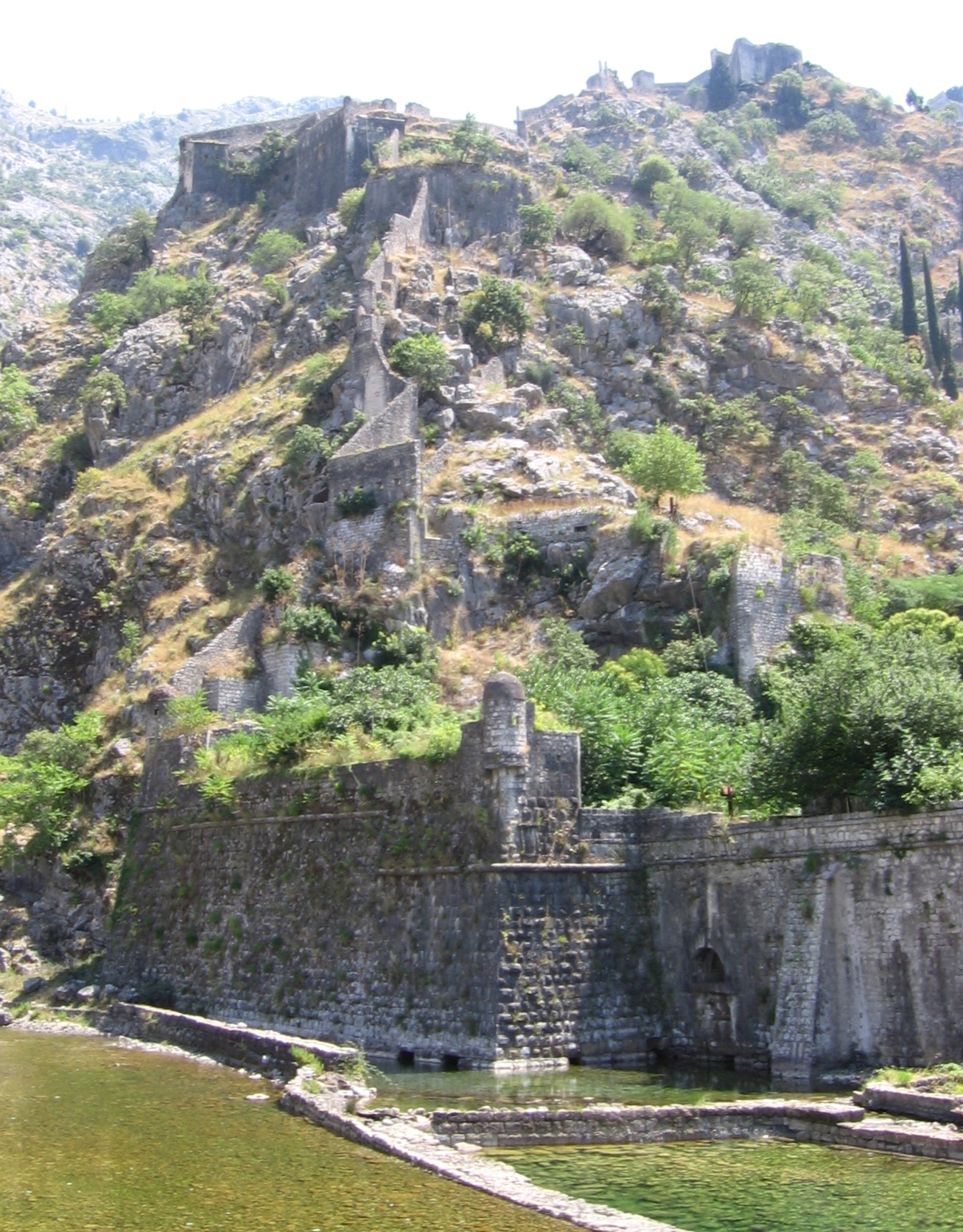
ヴェネツィア時代の城壁、コトル
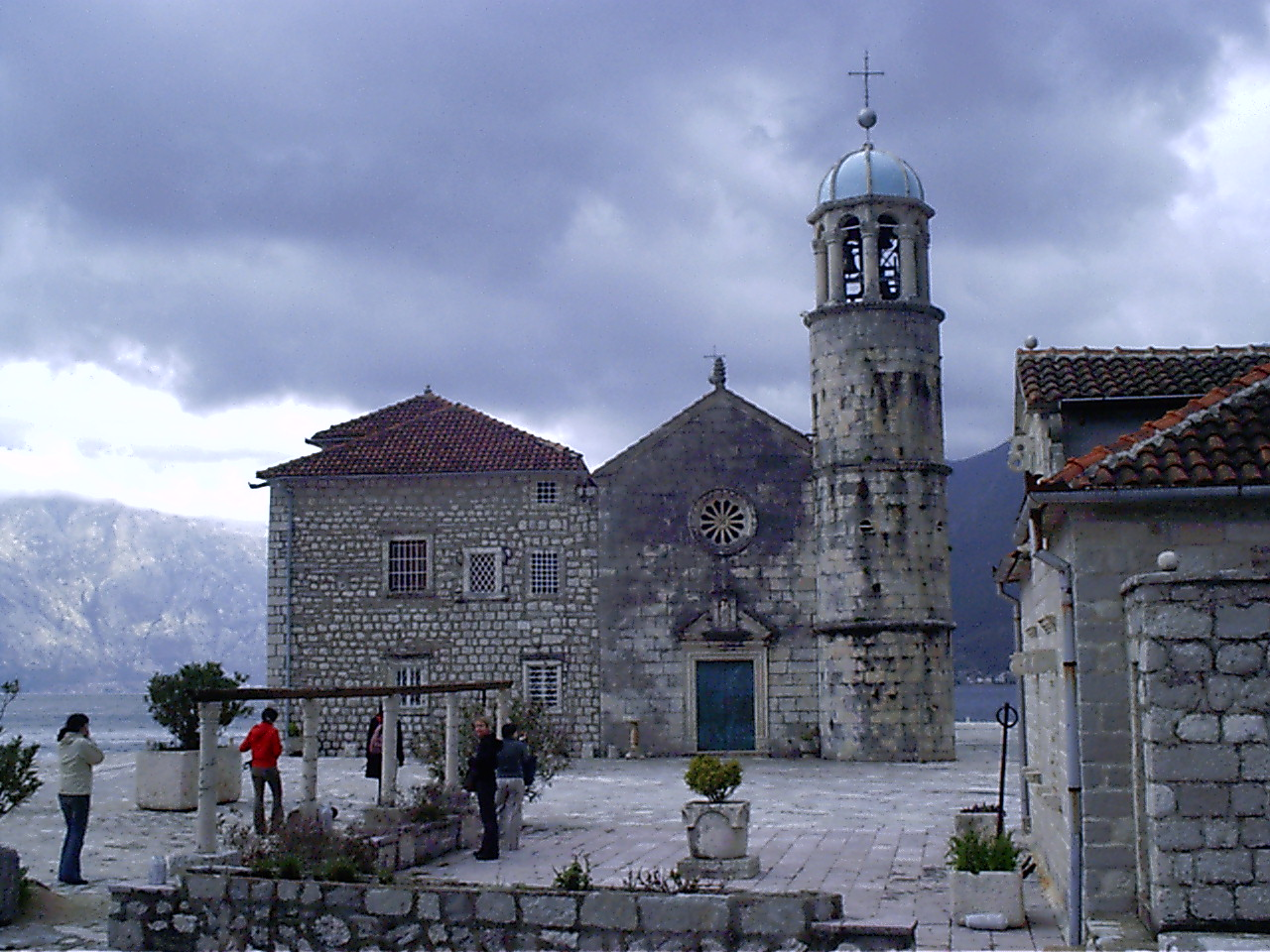
ペラスト旧市街
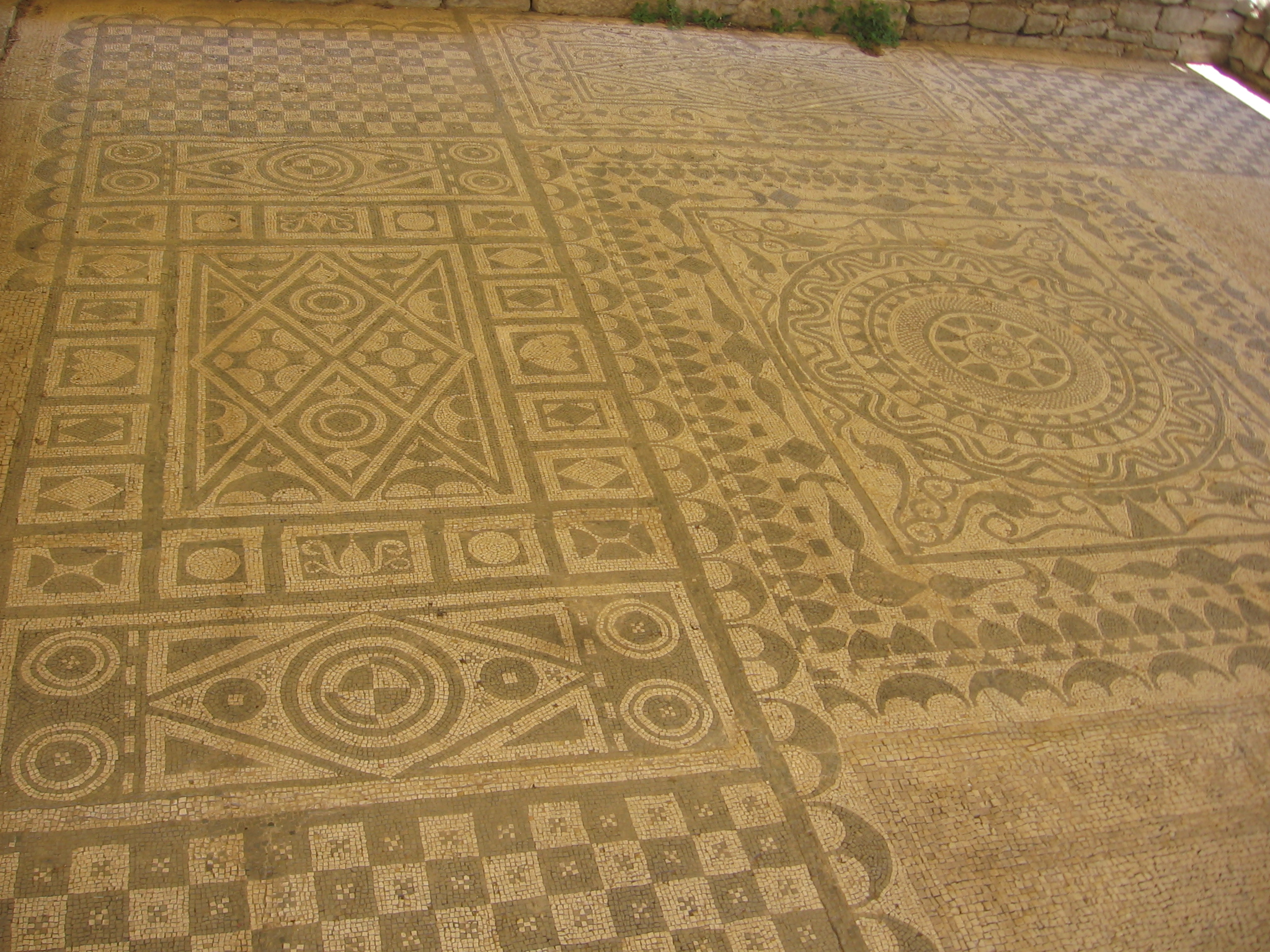
リサンに残るローマ時代のモザイク
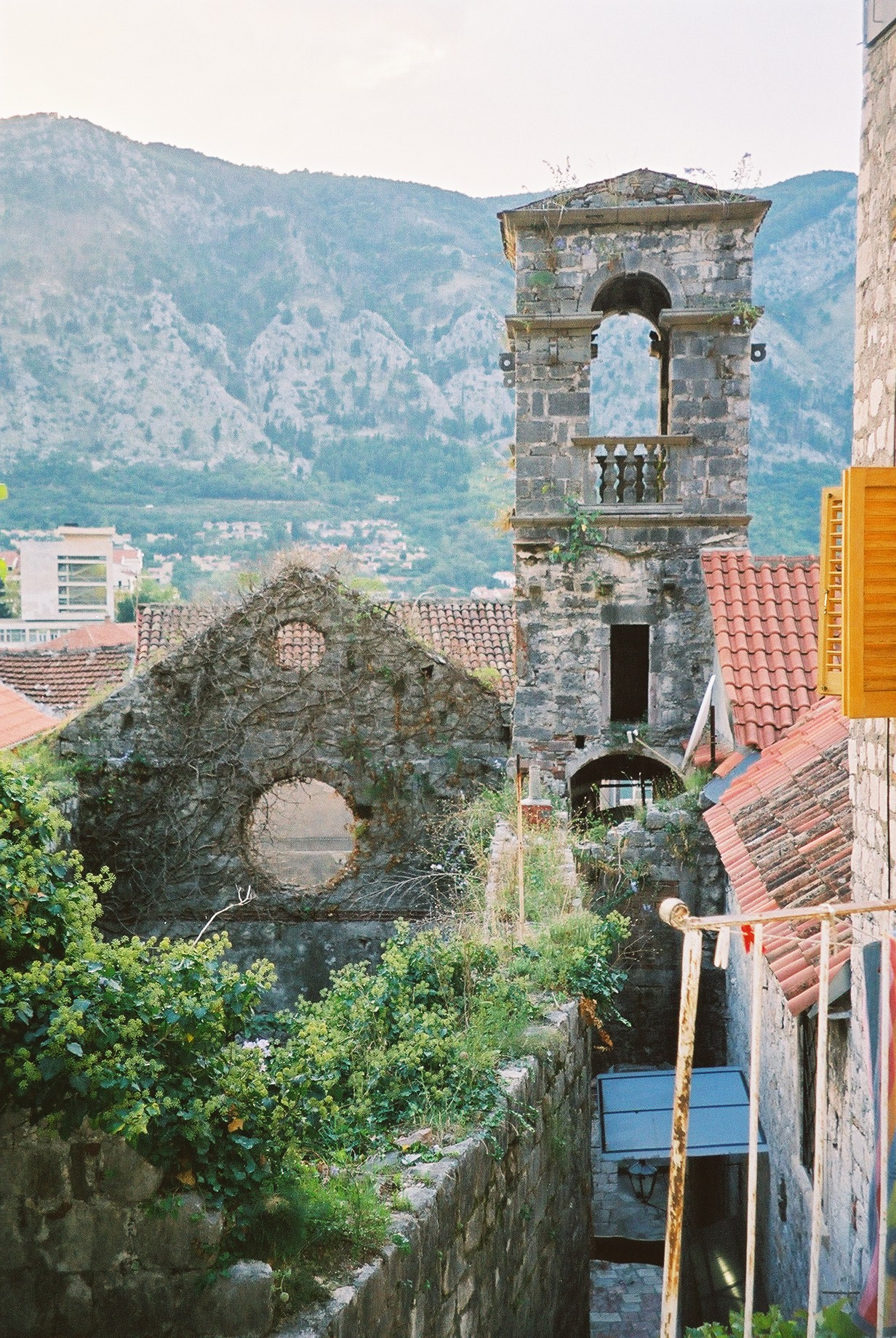
コトルの古いヴェネツィア時代の教会

## 伝記
- Bartl, Peter. Le picciole Indie dei Veneziani. Zur Stellung Albaniens in den Handelsbeziehungen zwischen der Balkan- und der Appenninenhalbinsel. In: Münchner Zeitschrift für Balkankunde 4 (1981-1982) 1-10.
- Bartl, Peter. Der venezianische Türkenkrieg im Jahre 1690 nach den Briefen des päpstlichen Offiziers Guido Bonaventura. In: Südost-Forschungen 26 (1967) 88-101.
- Bartoli, Matteo. Le parlate italiane della Venezia Giulia e della Dalmazia. Tipografia italo-orientale. Grottaferrata 1919.
- Cecchetti, Bartolomeo. Intorno agli stabilimenti politici della repubblica veneta nell'Albania. In: Atti del Regio Istituto veneto di scienze, lettere ed arti. Bd. 3, Seria 4, S. 978-998. 1874.
- De Brodmann, Giuseppe. Memorie politico-economiche della citta e territorio di Trieste, della penisola d’Istria, della Dalmazia fu Veneta, di Ragusi e dell’Albania, ora congiunti all’Austriaco Impero. Venezia 1821.
- De Castro, Diego. Dalmazia, popolazione e composizione etnica. Cenno storico sul rapporto etnico tra Italiani e Slavi nella Dalmazia. ISPI 1978.
- Durant, Will. The Renaissance. MJK Books. New York, 1981.
- Gelcich, Giuseppe. Memorie storiche sulle bocche di Cattaro. Zara 1880.
- Martin, John Jeffries. Venice Reconsidered. The History and Civilization of an Italian City-State, 1297–1797. Johns Hopkins UP. New York, 2002.
- Norwich, John Julius. A History of Venice. Vintage Books. New York, 1989.
- Paulucci, Luigi. Le Bocche di Cattaro nel 1810 Edizioni Italo Svevo.Trieste, 2005.
- Randi, Oscar. Dalmazia etnica, incontri e fusioni. Tipografie venete. Venezia 1990.
- Scaglioni Marzio. La presenza italiana in Dalmazia 1866-1943 Histria ed. Trieste,2000.
- Schmitt, Oliver. Das venezianische Albanien (1392 - 1479). (=Südosteuropäische Arbeiten. 110). München 2001.
- Sumrada, Janez. Napoleon na Jadranu / Napoleon dans l'Adriatique. Zalozba Annales. Koper, 2006.
- Tagliavini, Carlo. Le origini delle lingue neolatine. Patron Ed. Bologna 1982.
- Trogrli, Marko. Školstvo u Dalmaciji za francuske uprave/The french school system in French Dalmatia. Knjižnica Annales Majora. Koper, 2006.

## 参照
- The struggle between Venice and the Ottoman empire for the "Albania veneta" in the sixteenth century (italian)
- Cattaro (Kotor) and the Montenegro's Venetian speaking area (italian)
- UNESCO: Natural and Culturo-Historical Region of Kotor (Cattaro)
- Historical review of the Italian traces in Montenegro (Italian)
- Dante Alighieri association in Kotor (Cattaro)